# Уда (приток Тасеевой)
Уда́ (также Чуна́) — большая река в Иркутской области и Красноярском крае России, правая составляющая реки Тасеева (после слияния с Бирюсой), принадлежит бассейну Ангары и Енисея.

## Этимология
Гидроним Уда встречается во многих местах России (Хабаровский край, Иркутская область, Бурятия), при этом, несмотря на различие в современном произношении гидронима, M. Н. Мельхеев названия всех этих рек связывает с наименованием племени уду (удуит), жившего в XII веке на Селенге и Орхоне. Э. М. Мурзаев считает эти названия образованными от эвенкского уда — «спокойное, тихое течение», ср. тунгусо-маньчжурское уда — «медлить», бурятское, монгольское уда — «медлить, мешкать, задерживаться», хотя замечает, что это не может объяснить названия всех рек Уда. Действительно, среди них есть горные, порожистые. В свою очередь, Т. А. Бертагаев отмечал: «Не совсем ясным представляется название реки Уда… возможно, Удэ, как название реки, есть позднейшее звуковое переоформление идэ — „резвый, удалой“ (в половодье)…». Однако такое объяснение малоубедительно для понимания всего гидронимического ряда.

## Общие сведения
Длина реки — 1203 км, площадь водосборного бассейна — 56 800 км².
Вытекает из горного озера на Удинском хребте Восточного Саяна, протекая в узкой межгорной долине, ниже — течёт по Среднесибирскому плоскогорью. На реке — город Нижнеудинск.
По характеру течения Уда делится на Верхнюю (от истока до посёлка Алыгджер) и Нижнюю (от посёлка Алыгджер до устья). Ниже посёлка Чунского река носит название Чуна.

## Основные притоки
(расстояние от устья)
- 78 км: река Косовка (лев)
- 266 км: река Зептукея (Левая Зептукея) (пр)
- 326 км: река Дешима (пр)
- 359 км: река Модышева (пр)
- 477 км: река Бармо (пр)
- 540 км: река Чукша (пр)
- 646 км: река Тангуй-Удинский (пр)
- 684 км: река Кадуй (пр)
- 823 км: река Ут (пр)
- 1065 км: река Кара-Бурень (пр)

## Гидрология
Расход воды в верхнем течении — около 40 м³/с, после слияния с р. Кара-Бурень увеличивается до 60—80 м³/с. Для водного режима характерны летние паводки и непродолжительное весеннее половодье. Питание реки преимущественно дождевое (63 %), а также за счёт грунтовых вод (25 %) и снеговое (12 %). Замерзает в конце октября — ноябре, вскрывается в конце апреля — мае.
| Средний расход воды (м³/с) реки Уда по месяцам с 1978 по 1999 гг. (замеры производились на гидрологическом посту в районе села Чунояр (168 км от устья)) |

## Данные водного реестра

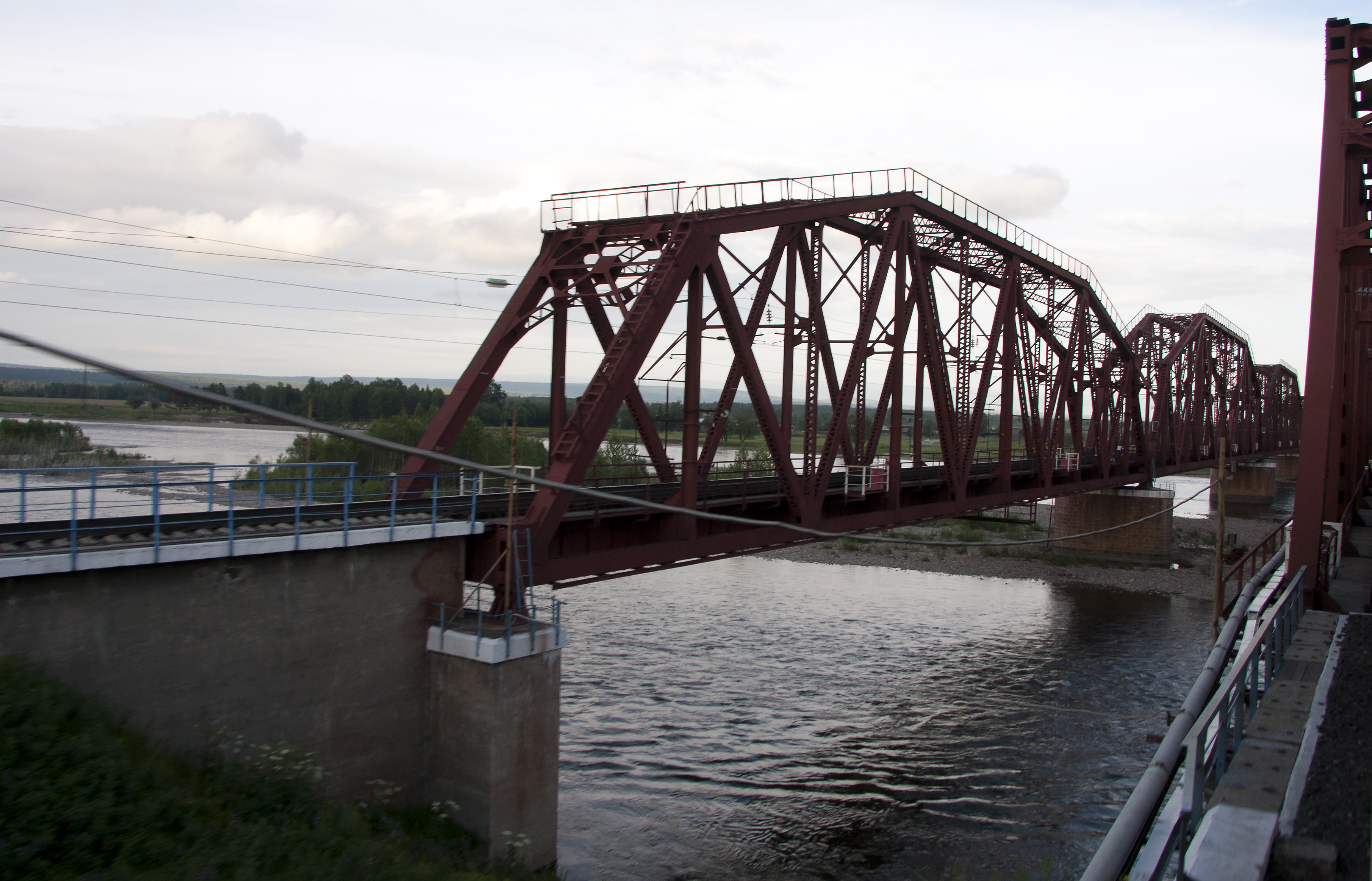
Мост Транссибирской железнодорожной магистрали у Нижнеудинска

По данным государственного водного реестра России относится к Ангаро-Байкальскому бассейновому округу, речной бассейн реки — Ангара, речной подбассейн реки — Тасеева, водохозяйственный участок реки — Чуна (Уда).